# Leslye Headland

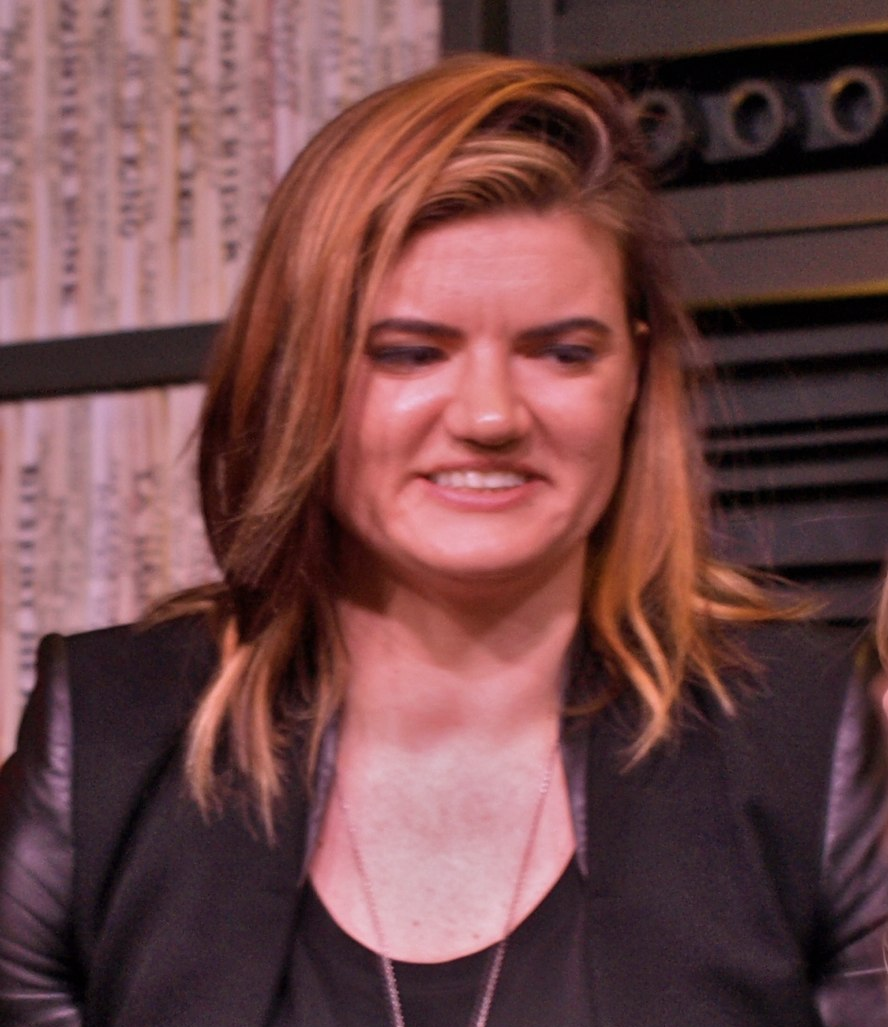
Leslye Headland, 2015

Leslye Ann Headland (* 26. November 1980 in Maryland) ist eine US-amerikanische Dramatikerin, Drehbuchautorin und Regisseurin. Einem breiteren Publikum wurde sie insbesondere für ihren Film Die Hochzeit unserer dicksten Freundin (2012), der Netflix-Serie Matrjoschka oder der Star-Wars-Serie The Acolyte (2024) bekannt. 

## Leben
Headland wuchs in Maryland als Tochter eines Bauingenieurs in einer katholischen Familie auf. Sie hat zwei jüngere Schwestern und einen jüngeren Bruder.
In den späten 1990er Jahren zog sie nach New York City. Headland hält einen Bachelor of Fine Arts der Tisch School of the Arts an der New York University. Nach ihrem Studium arbeitete sie sechs Jahre als Assistentin für die Filmproduktionsunternehmen Miramax und The Weinstein Company, davon ein Jahr als persönliche Assistentin von Harvey Weinstein. Im Anschluss folgte eine kurzzeitige Tätigkeit für die damalige Huffpost-Chefredakteurin Arianna Huffington.
Parallel entstanden erste Theaterstücke aus der Serie Seven Deadly Plays, die jeweils eine Todsünde im Kontext der Gegenwart umdeuteten. Die Serie besteht aus den Stücken Cinephilia (Wollust), Bachelorette (Völlerei), Surfer Girl (Faulheit), Assistance (Habgier), Reverb (Zorn), The Accidental Blonde (Neid) und Cult of Love (Hochmut). Sie wurden ab dem Jahr 2007 in Los Angeles von der IAMA Theatre Company inszeniert, bei der Headland Artist in Residence war.
Ab dem Jahr 2010 war Headland als festangestellte Drehbuchautorin Teil des Autoren-Teams der Krimi-Comedy-Serie Terriers, wo sie unter Tim Minear arbeitete. Kurz darauf erwarb ihr ehemaliger Arbeitgeber The Weinstein Company die Rechte am Theaterstück Bachelorette. Headland verfasste auf Basis der Vorlage das Drehbuch für den Film und übernahm auch dessen Regie. Die Komödie mit Kirsten Dunst, Rebel Wilson, Lizzy Caplan und Isla Fisher lief im Oktober 2012 unter dem Titel Die Hochzeit unserer dicksten Freundin in den deutschen Kinos an.
Danach folgten weitere Drehbuch-Arbeiten für Spielfilme wie Assistance (2013), der ebenfalls auf Basis des gleichnamigen Theaterstücks entstand, sowie About Last Night (2014) und Sleeping with Other People (2015). Bei letzterem übernahm Headland zusätzlich auch die Regie des Films. Weitere Regie-Arbeiten übernahm Headland bei einigen Episoden der Fernsehserien SMILF (2017) und Heathers (2018).
2019 holten Natasha Lyonne und Amy Poehler Headland als drittes Mitglied ins Team für die Entwicklung der Netflix-Serie Matrjoschka. Headland, die als Co-Creator der Show aufgeführt wird, schrieb die Drehbücher bzw. Teleplays für drei Episoden der ersten Staffel und übernahm bei vier Episoden die Regie.
Im April 2020 wurde bekannt, dass Headland für Disney+ an der Entwicklung einer neuen Serie aus dem Star-Wars-Universum arbeitet. Die Ausstrahlung von The Acolyte begann im Juni 2024.
Seit dem September 2016 ist Headland mit der kanadischen Schauspielerin Rebecca Henderson verheiratet.

## Theater (Auswahl)
Autorin
- 2007: Cinephilia (IAMA Theatre Company, Los Angeles)
- 2008: Bachelorette (IAMA Theatre Company, Los Angeles)
- 2008: Assistance (IAMA Theatre Company, Los Angeles)
- 2008: Surfer Girl (IAMA Theatre Company, Los Angeles)
- 2008: Reverb (IAMA Theatre Company, Los Angeles)
- 2008: The Accidental Blonde (IAMA Theatre Company, Los Angeles)
- 2010: Bachelorette (McGinn-Cazale Theatre, New York)
- 2012: Assistance (Playwrights Horizons, New York)
- 2016: The Layover (Second Stage Theatre, New York)
- 2018: Cult of Love (IAMA Theatre Company, Los Angeles)

## Filmografie (Auswahl)
Regie
- 2012: Die Hochzeit unserer dicksten Freundin (Bachelorette)
- 2015: Sleeping with Other People
- 2017: SMILF (Fernsehserie, 3 Episoden)
- 2018: Heathers (Fernsehserie, 4 Episoden)
- 2019: Black Monday (Fernsehserie, 2 Episoden)
- 2019: Matrjoschka (Russian Doll, Fernsehserie, 4 Episoden)
- 2019: Black Monday (Fernsehserie, 2 Episoden)
- 2022: Single Drunk Female (Fernsehserie, 2 Episoden)
- 2024: The Acolyte (Fernsehserie)

Drehbuch
- 2010: Terriers (Fernsehserie, 12 Episoden, davon 10 als Staff Writer)
- 2012: Die Hochzeit unserer dicksten Freundin (Bachelorette)
- 2013: Assistance (Fernsehfilm)
- 2014: About Last Night
- 2015: Sleeping with Other People
- 2019: Matrjoschka (Russian Doll, Fernsehserie, 3 Episoden)
- 2024: The Acolyte (Fernsehserie)